# Любимовское сельское поселение (Омская область)
Любимовское се́льское поселе́ние — муниципальное образование в Оконешниковском районе Омской области Российской Федерации.
Административный центр — село Любимовка.

## История
Статус и границы сельского поселения установлены Законом Омской области от 30 июля 2004 года № 548-ОЗ «О границах и статусе муниципальных образований Омской области».

## Население
| 2010  | 2011  | 2012  | 2013  | 2014  | 2015  | 2016  |
| ----- | ----- | ----- | ----- | ----- | ----- | ----- |
| 1857  | ↘1848 | ↘1806 | ↘1786 | ↘1762 | ↘1738 | ↘1714 |
| 2017  | 2018  | 2019  | 2020  | 2021  | 2023  |       |
| ↘1680 | ↘1648 | ↘1607 | ↘1585 | ↘1365 | ↘1334 |       |

## Состав сельского поселения
| № | Населённый пункт | Тип населённого пункта       | Население |
| - | ---------------- | ---------------------------- | --------- |
| 1 | Камышино         | деревня                      | ↘71       |
| 2 | Кирилловка       | деревня                      | ↘85       |
| 3 | Костяковка       | деревня                      | ↘185      |
| 4 | Любимовка        | село, административный центр | ↘1348     |
| 5 | Рождественка     | деревня                      | ↘168      |